# Marches de la mort de Sandakan

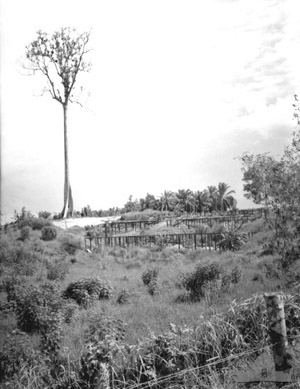
Mémorial de guerre australien commémorant les morts de Sandakan.

Les Marches de la mort de Sandakan sont une série de marches forcées qui eurent lieu sur l'île de Bornéo, de Sandakan à Ranau, et qui eurent pour conséquence la mort de plus de 3 600 cultivateurs Indonésiens réduits en esclavage et 2 400 prisonniers de guerre alliés, tenus captifs par l'empire du Japon durant la Seconde Guerre mondiale, dans la zone Pacifique, dans des camps de prisonniers au nord de Bornéo.

À la fin de la guerre, de tous les prisonniers qui avaient été incarcérés à Sandakan et Ranau, seulement six Australiens survécurent, et ils s'étaient tous échappés. Cet événement est largement considéré comme la pire atrocité que les militaires australiens ont subi pendant la Seconde Guerre mondiale.